# Olle Vejde
Gunnar Olof Mikael ”Olle” Vejde, född 3 oktober 1920 i Jönköping, död 19 augusti 2017 i Borlänge, var en svensk författare av facklitteratur och läromedel.
Vejdes första bok, Hur man räknar statistik, utkom på Natur & Kultur 1962. Han skrev därefter många titlar inom flera ämnen, däribland statistik, matematik, juridik, samhällsvetenskap, patienträttigheter, pension, egenföretagande och Israel–Palestina-konflikten.

## Utmärkelser
- 1998 – Brevskolans författarpris[10][11]
- 2013 – Upphovsrättens hjälte[7]